# 충주기업도시
충주기업도시는 충주시에 들어선 기업도시이다.